# Tomáš Černý
Tomáš Černý (Ústí nad Labem, Checoslovaquia, 10 de abril de 1985) es un exfutbolista checo que jugaba de portero.
El 14 de enero de 2021 rescindió su contrato con el Aberdeen F. C. y puso fin a su trayectoria deportiva.

## Clubes[2][3]
| Club                                 | País            | Año       |
| ------------------------------------ | --------------- | --------- |
| S. K. Sigma Olomouc                  | República Checa | 2002-2009 |
| Hamilton Academical F. C. (préstamo) | Escocia         | 2007-2009 |
| Hamilton Academical F. C.            | Escocia         | 2009-2012 |
| P. F. C. CSKA Sofía                  | Bulgaria        | 2012-2014 |
| Ergotelis de Creta                   | Grecia          | 2014-2015 |
| Hibernian F. C.                      | Escocia         | 2015      |
| Partick Thistle F. C.                | Escocia         | 2015-2018 |
| Aberdeen F. C.                       | Escocia         | 2018-2021 |

## Palmarés

### Títulos nacionales
| Título                | Club                      | País    | Año  |
| --------------------- | ------------------------- | ------- | ---- |
| Scottish Championship | Hamilton Academical F. C. | Escocia | 2008 |